# Kaszubsko-Pomorska Szkoła Wyższa w Wejherowie
Kaszubsko-Pomorska Szkoła Wyższa w Wejherowie powstała w 2002 r. jako uczelnia zawodowa. Pierwsza tego typu placówka w Wejherowie. Prowadzi trzyletnie studia I stopnia na kierunkach: pedagogika, zarządzanie, socjologia, pielęgniarstwo, administracja i bezpieczeństwo wewnętrzne oraz trzysemestralne studia II stopnia na kierunku socjologia.

## Władze
- Rektor: prof. dr hab. Marcin Pliński
- Prorektor: dr Krystyna Kmiecik-Baran
- Prorektor: dr Beata Dudzińska
- Kanclerz: mgr Rafał Gierszewski

## Historia
Na początku 2002 pomysł utworzenia niepaństwowej uczelni wyższej poza Trójmiastem cieszył się zainteresowaniem władz Wejherowa, powiatu wejherowskiego oraz Pomorskiego Instytutu Demokratycznego. Szesnaście z dwudziestu istniejących wówczas szkół wyższych znajdowała się w Gdyni, Gdańsku lub Sopocie, a ich studenci stanowili 83% wszystkich w województwie pomorskim.
27 września 2002 roku Rada Powiatu Wejherowskiego postanowiła na 20 lat bezpłatnie przekazać w użytkowanie budynek nieistniejącej już szkoły zawodowej na ul. Dworcowej 7. Rok później, 11 lutego 2003, Rada Miasta Wejherowa zobowiązała prezydenta do pomocy w promocji wśród młodzieży. Agencja Rozwoju Pomorza przygotowała projekt adaptacji i remontu budynku, uważając iż pozwoli zdecentralizować szkolnictwo w Pomorskiem.
9 września 2006 roku rozdano pierwsze dyplomy. Odebrali je absolwenci socjologii.
30 sierpnia 2006 roku rektor prof. Marcin Pliński otrzymał medal „Zasłużony dla powiatu wejherowskiego”.
W 2009 r. Kaszubsko-Pomorska Szkoła Wyższa w Wejherowie zajęła 18. miejsce w rankingu szkół wyższych w kategorii najlepszych niepublicznych uczelni licencjackich. Ranking opracowuje cyklicznie miesięcznik Perspektywy we współpracy z dziennikiem Rzeczpospolita.